# Poligono stellato

Un pentagono stellato

In geometria piana, un poligono stellato è un poligono avente una forma stellata a causa dell'intersezione di più lati.

## Definizione
Un poligono stellato è una linea spezzata chiusa che delimita un insieme stellato del piano. A differenza degli ordinari poligoni, la linea spezzata può autointersecarsi: coppie di spigoli distinti possono cioè intersecarsi in un punto interno.
Un poligono stellato è regolare se:

Poligoni regolari stellati con lati.

1. I suoi vertici coincidono con quelli di un poligono regolare con {\displaystyle n} lati.
2. Esiste un intero positivo {\displaystyle k} tale che gli spigoli connettono il vertice {\displaystyle i}-esimo con il vertice {\displaystyle (i+k)}-esimo, per ogni {\displaystyle i=1,\ldots ,n}.

Nella seconda affermazione i vertici sono ordinati ciclicamente lungo la circonferenza lungo cui giacciono e il numero {\displaystyle i+k} è da interpretare modulo {\displaystyle n}: cioè, se {\displaystyle i+k>n}, il numero {\displaystyle i+k} va sostituito con {\displaystyle i+k-n}.
Per {\displaystyle k=1} si ottiene l'usuale poligono regolare con {\displaystyle n} lati.
Compreso il caso di {\displaystyle k=1}, un {\displaystyle n}-poligono stellato può assumere {\displaystyle \left\lfloor {\frac {n-1}{2}}\right\rfloor } forme (dove {\displaystyle \lfloor \cdot \rfloor } è la funzione parte intera). Ad esempio, nel caso in cui {\displaystyle n=5}, sono possibili il pentagono regolare o il pentagramma, mentre per {\displaystyle n=10} esistono quattro poligoni differenti (per {\displaystyle k=1,2,3,4}). Tuttavia, nel caso in cui {\displaystyle n} e {\displaystyle k} non siano coprimi, ossia quando {\displaystyle {\frac {n}{k}}={\frac {n_{0}p_{1}p_{2}\cdots p_{m}}{k_{0}p_{1}p_{2}\cdots p_{m}}},} con {\displaystyle p_{i}} interi positivi, questi poligoni sono in realtà composti da "sotto-stelle", equivalenti a dei {\displaystyle n_{0}}-poligoni stellati il cui {\displaystyle k} è {\displaystyle k_{0}}. Il numero di questi sotto-poligoni è {\displaystyle {\frac {n}{n_{0}}}=p_{1}p_{2}\cdots p_{m}}; questo si spiega ricordando che i vertici del poligono sono numerati in modo modulare e quindi se {\displaystyle n} equivale a un multiplo (in senso modulare) di {\displaystyle k}, il poligono si chiuderà in sotto-poligoni. 
Se, per esempio, consideriamo un 14-gono con {\displaystyle k=6,} la frazione {\displaystyle n/k} si può ridurre: {\displaystyle {\frac {14}{6}}={\frac {7\cdot 2}{3\cdot 2}}={\frac {7}{3}}}. Ciò significa che il poligono considerato è formato da 2 (cioè {\displaystyle 14/7}) 7-goni stellati con {\displaystyle k=3,} centro comune e ruotati l'uno rispetto all'altro di {\displaystyle 2\pi /7}. Poligoni stellati di questo tipo sono detti composti.
Un poligono stellato regolare ha spigoli tutti di eguale lunghezza, e angoli ai vertici di eguale ampiezza. In particolare, se {\displaystyle \ell } è il lato del poligono regolare stellato e {\displaystyle \ell _{P}} la distanza tra due vertici adiacenti dello stesso, vale la relazione:
{\displaystyle {\frac {\ell }{\ell _{P}}}={\frac {\sin {\frac {\pi k}{n}}}{\sin {\frac {\pi }{n}}}},}
dove {\displaystyle n} è il numero di vertici del poligono e {\displaystyle k} la distanza modulare tra due vertici connessi dal lato del poligono stellato.
Inscrivendo il poligono stellato in una circonferenza di raggio {\displaystyle R}, si osserva che il segmento che congiunge due vertici adiacenti è una corda, la cui lunghezza è, per il teorema della corda,
{\displaystyle \ell _{P}=2R\sin \theta ,}
con {\displaystyle \theta } angolo alla circonferenza, di ampiezza {\displaystyle \pi /n}. Il lato del poligono stellato è un'altra corda, lunga
{\displaystyle \ell =2R\sin(\theta k),}
poiché {\displaystyle k} esprime la distanza modulare dei vertici del poligono. Rapportando le lunghezze, si ottiene
{\displaystyle {\frac {\ell }{\ell _{P}}}={\frac {\sin(\theta k)}{\sin \theta }}={\frac {\sin {\frac {\pi k}{n}}}{\sin {\frac {\pi }{n}}}}.}

## Esempi
Sono mostrati qui sotto i poligoni stellati regolari per i primi valori di {\displaystyle \{n/k\}}.
| {5/2} | {7/2} | {7/3} | {8/3} | {9/2} | {9/4} |

## Parte interna dei poligoni stellati
La parte interna di un poligono stellato può essere interpretata in vari modi diversi, come mostrato nella figura seguente.
Tali interpretazioni si riflettono anche in alcuni poliedri definiti aventi facce stellate. Ad esempio, il prisma archimedeo stellato è definito come un prisma, ma con facce regolari stellate alle due basi. 
|  |  |